# Иван Христанов
Иван Маркос Христанов е български предприемач, икономист и политик. Обвързан, с три деца. Между септември 2021 г. и февруари 2022 г. е едно от ключовите лица на ПП „Продължаваме промяната“. Народен представител от „Продължаваме промяната“ в XLVII и XLVIII народно събрание. През 2023 г. учредява ПП „Единение“ и оттогава е неин съпредседател.

## Биография
Иван Христанов е роден в град София, Народна република България. Израства и завършва средното си образование в СПТУ по строителна механизация в Плевен, а след отбиване на военна служба се дипломира като магистър по икономика в Университета за национално и световно стопанство със специалност „Аграрна икономика“.
През 1998 г. започва работа в счетоводната и одиторска TMF, след което е командирован като главен счетоводител и финансов директор на консервен комбинат „Сторко“ в Плевен. През 2001 г. заедно с приятели основава JetFinance International – високотехнологична компания за потребителско финансиране, която за 6 години достига над 2800 души персонал. През 2007 г. продават фирмата на една от най-големите банкови организации в Европа и света – BNP Paribas Personal Finance.
След продажбата Иван Христанов е партньор в два инвестиционни фонда.
През 2023 г. основава политическа партия „Единение“, като е избран за неин съпредседател заедно с Иван Манев.